# Леа Томпсон
Леа Кетрин Томпсон (енгл. Lea Katherine Thompson, 31. мај 1961), је америчка глумица, телевизијски режисер и продуцент. Најпознатија је по улози Лорејн Бејнс у трилогији Повратак у будућност и главној улози NBC-евој комедији Caroline in the City. Глумила је још и у All the Right Moves, Брђани са Беверли Хилса, Патак Хауард (енгл. Howard the Duck), Ајкула 3, Црвена зора, и Some Kind of Wonderful. Од 2011, глуми Кетрин Кениш у серији Замењене по рођењу у продукцији канала ABC Family.

## Живот и каријера

### Детињство и младост
Томпсонова је рођена у Рочестер (Минесота), као једно од петоро деце Клифорда и Барбаре Бери. Њена мајка је Ирског порекла.
До четрнаесте године се професионално бавила балетом, и освојила стипендију за Америчко балетско позориште , балету у Сан Фрахциску и балету у Пенсилванији. Када јој је Михаил Баришњиков лично рекао да нема грађу потребну да постане примабалерина, свој фокус пребацила је на глуму. Са 20 година преселила се у Њујорк где је у осамдесетим играла у више реклама за Бургер Кинг, заједно са Саром Мишел Гелар и Елизабет Шу, са којом касније игра у филмовима Повратак у будућност II и Повратак у будућност III.

### Каријера
Томпсонава се први пут на телевизији појавила 1982. као Сесил Лопер у акционој видео игрици MysteryDisc: Murder, Anyone? а на филму 1983. у филму Jaws 3-D. То су пратили филмови All the Right Moves (1983), Црвена зора]] (1984), and The Wild Life[ (1984).
Најпознатија улога јој је улога Лорејн Бејнс Мекфлај у трилогији Повратак у будућност. Лорејн је мајка Мартија Мекфлаја (Michael J. Fox), коју Марти упознаје када се врати у прошлост, где је она у двојим адолесцентским годинама: он мора да је избегава како се она не би заљубила у нјега већ у нјеговог будућег оца, Џорџа (Crispin Glover).
1986. играла је у филмовима SpaceCamp и Howard the Duck. У је певала неколико песама као вођа бенда Cherry Bomb, Беверли Швицлер. У касним осамдесетим појавила се у филмовима Some Kind of Wonderful, Casual Sex? и The Wizard of Loneliness. Играла је истакнуту улогу телевизијском филму Nightbreaker (1989) У раним деведесетим играла је мајку истоименог катактера у Dennis the Menace (1993), зликовца у The Beverly Hillbillies (1993), и инструкторку балета у The Little Rascals (1994). Појавила се у више телевизијских филмова током деведестих, укључујући The Substitute Wife (1994) и The Right To Remain Silent (1996).
Пронашла је славу као главна глумица серије Caroline in the City од 1995 до 1999. 1996. освојила је People's Choice Award за омиљеног женског извођача у новој ТВ серији. Глумила је и у A Will of their Own, Америчкој минисерији коју је режирала Карен Артур. Серија прати животе шест генерација жена у једној породици и њихове борбе за моћ и независност у Америци. Серија је доживела јаке критике.
Након паузе у глуми, наступала је у више представа на Бродвеју. Касније се појавила у ТВ серији For the People, која је имала само једну сезону. Касније се појавила у филму Stealing Christmas(2003) и неколико епизода серије Ed, и у гостујућој улози у серији Law & Order: Special Victims Unit. 2005. године снимила је серију филмова за Hallmark Channel, од којих је два и режирала. Учествовала је серијалу Дуети славних и била други елиминисани такмичар. У априлу 2007. глумила је у филму A Life Interrupted.
Појавила се у филму Final Approach (2008). појављује се и у филмовима Exit Speed, Spy School, Splinterheads, и Adventures of a Teenage Dragon Slayer и серији The Christmas Clause.
Глуми у серији Mystery Case Files: Shadow Lake, игрици објављеној у новембру 2012. Њена ћерка Медалин Дијч игра водитељку паранормалне серије.
Од 2011. глуми у ABC Family-евој серији Замењене по рођењу, ради се о породици која схвата да њихова 16-огодишња ћерка није у сродству са њима и да је заправо замењена у породилишту.
2014. такмичила се у серијалу Плес са звездама, али су она и њен партнер Артем Чигвинстев елиминисани у четврт финалу. Играла је и у серији Left Behind.

### Лични живот
Томпсонова је од 1989. удата за филмског режисера Хауарда Дијча . Први пут су се уознали на сету филма Some Kind of Wonderful, у коме је она глумила, а који је он режирао. Они имају две ћерке, Медалин и Зои које су обе глумице.

## Награде и номинације
| Година | Награда                 | Категорија                                      | Номинација                 | Резултат  |
| ------ | ----------------------- | ----------------------------------------------- | -------------------------- | --------- |
| 1985   | Saturn Awards           | Best Supporting Actress                         | Back to the Future         | Nominated |
| 1987   | Young Artist Awards     | Best Young Actress in a Motion Picture – Drama  | Some Kind of Wonderful     | Won       |
| 1990   | Kids' Choice Awards     | Favorite Movie Actress                          | Back to the Future Part II | Won       |
| 1995   | People's Choice Awards  | Favorite Female Performer in a New TV Series    | Caroline in the City       | Won       |
| 1996   | Golden Satellite Awards | Best Actress in a TV Series – Musical or Comedy | Caroline in the City       | Nominated |
| 1997   | OFTA Awards             | Best Actress in a Comedy Series                 | Caroline in the City       | Nominated |
| 2014   | American Movie Awards   | Best Actress                                    | Пример                     | Won       |